# Beaucourt-en-Santerre
Beaucourt-en-Santerre è un comune francese di 181 abitanti situato nel dipartimento della Somme, nella regione dell'Alta Francia.

## Società

### Evoluzione demografica
Abitanti censiti